# Air Flórida
A Air Flórida foi uma empresa aérea norte-americana de baixo custo fundada em 1971. Seu principal hub era o Aeroporto Internacional de Miami. Foi extinta no ano de 1984.

## História

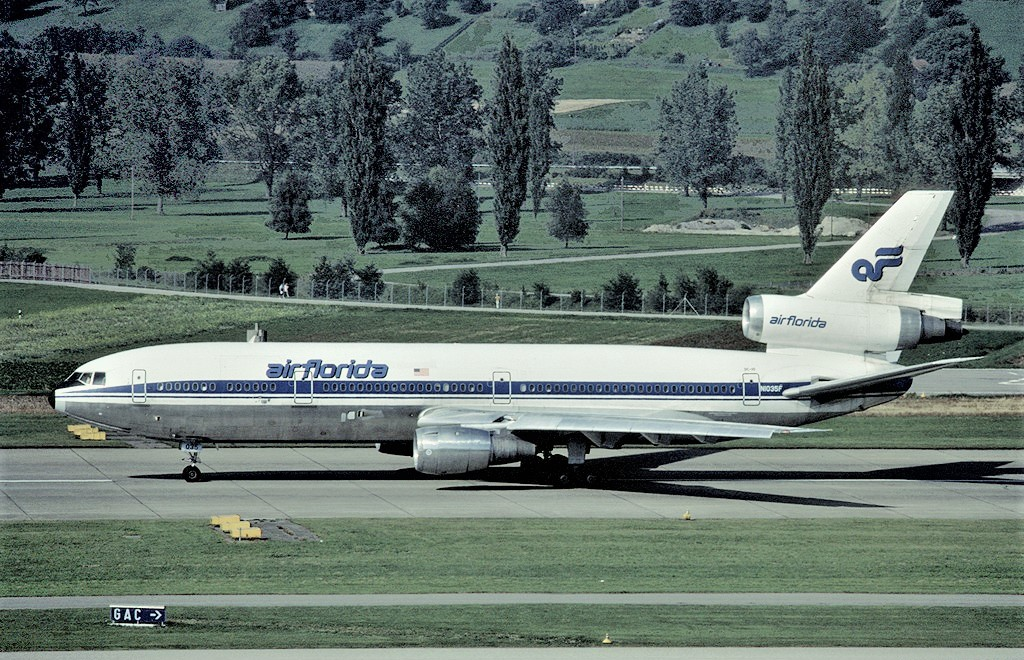
McDonnell Douglas DC-10 em 1981

A Air Flórida foi formada em 1971 por Eli Timoner e por Ted Griffin, que à época era diretor de marketing da Eastern Airlines. A empresa  iniciou suas operações em 1972. No início sua frota era composta por Boeing 707 e mais tarde a Air Flórida adquiriu alguns Lockheed L-188 Electra turboélice. Em pouco tempo a frota recebeu os acréscimos de alguns McDonnell Douglas DC-9, Boeing 727, Boeing 737, e do McDonnell Douglas DC-10.
Ed Acker, ex-CEO da Braniff International Airlines, adquiriu a Air Florida em 1975 e expandiu a companhia aérea no mercado interestadual seguindo o Airline Deregulation Act de 1978. A Air Florida começou a ter uma grande presença no mercado próximo da Flórida durante os anos 1970 e 1980, a companhia aérea também se expandiu internacionalmente e serviu vários pontos no Caribe e América Central, bem como Londres, Bruxelas, Shannon Airport (Irlanda), Frankfurt, Zurique, e Amsterdam . A empresa muito  conhecida por seus simpáticos comissários de voo  e, em voos internacionais, sua cozinha quatro estrelas. Em 1981, pouco antes da queda do Voo 90, Acker deixou Air Florida para se tornar o presidente, CEO e Presidente da Pan American World Airways.
Ainda em 1981 a Air Florida tentou comprar a Western Airlines, tentando aumentar a sua presença no West e começar a voar para o México e para o Canadá. As negociações avançaram e a Air Florida Ocidental teve 16 por cento da empresa baseada na Califórnia.
Em 13 de janeiro de 1982, o Voo Air Florida 90 caiu em Washington, DC na 14th Street Bridge e na sequência caiu no Rio Potomac pouco depois ter decolado do aeroporto Ronald Reagan National Airport. Um total de 70 passageiros, quatro tripulantes e quatro motoristas sobre a ponte foram mortos. A queda foi provocada pelo degelo incompleto da aeronave pela tripulação, pela decisão de decolar com gelo e neve sobre a aeronave e como consequência da decisão do capitão de ignorar os alertas dos instrumentos. A FAA também exigiu uma revisão nos aeronaves procedimentos de degelo nos aeroportos.
A queda do voo 90, juntamente com a crise financeira Air Florida e dependência de troca de moeda estrangeira para obter lucros, levou a empresa a declarar falência e cessar as operações em 3 de julho de 1984, apesar de um esforço do novo chefe Donald Lloyd-Jones (um ex-aluno da American Airlines) para salvar a empresa. Quando cessou suas operações, a Air Florida tinha mais de 18 meses de dívidas com cartão de crédito de passagens e dezenas salários dos tripulantes de voo atrasados. A situação caótica nas finaças da empresa deu-se pela má administração. A Midway Airlines adquiriu a maior parte dos ativos da Air Florida por US $ 53 milhões, enquanto a Air Florida amparou-se no capítulo 11 da lei de proteção contra falência 